# Văn kiện
Văn kiện là văn bản quan trọng, có nội dung trọng tâm, quan trọng trong công tác hành chính.
Một văn kiện chứa thông tin. Nó thường hay có liên quan tới một sản phẩm có thực qua việc viết bài và thường là nhằm để truyền đạt hoặc lưu trữ các bộ sưu tầm dữ kiện. Văn kiện thường hay là tiêu điểm và quan tâm của việc hành chính.
Thuật ngữ văn kiện có thể được áp dụng vào bất cứ sự đại diện ý nghĩa rời rạc nào, nhưng nó thường nói về một cái gì đó vật lý, hữu hình như là một hoặc nhiều trang được in ra, hoặc nói về một văn kiện "ảo" trong dạng điện tử (số hóa).
Văn kiện dùng để tham khảo gọi là tài liệu.